# بربر (مغنية)
آل سليمان
بربر جارية آل سليمان. مغنية عباسية كانت تغني أبا سفيان بن العلاء، وعشقها سلمة بن عياش أحد شعراء الدولة العباسية، فقال فيها:
فقال له محمد بن سليمان: خذها هي لك. فاستحيا وارتدع، وقال: لا أربدها. فألح عليه في أخذها، فقال: أعتق ما عندي إن أخذتها فقال له أبوسفيان: اعتق ما تملك، وخذها فهي خير من كل ما تملك.